# 南王乡
南王乡，是中华人民共和国山西省忻州市定襄县下辖的一个乡镇级行政单位。

## 行政区划
南王乡下辖以下地区：
南王村、东霍村、湖村、留晖村、龙门村、东王村、赵村、大南邢村、小南邢村、藏孤台村、西笏口村、黄场峪村、茶房口村、眉音口村、官庄村、张村、镡村、择里村、中霍村、西霍村、寇村、董家堰村、岔口村、巨宝庄村、沙岭子村、李家坪村、尧头村、玉池凹村、百泉郊村和炭尧沟村。